# Flor Ruíz
Flor Denis Ruíz Hurtado (* 29. Januar 1991 in Pradera) ist eine kolumbianische Leichtathletin, die sich auf den Speerwurf spezialisiert hat. Sie ist Inhaberin des Südamerikarekordes im Speerwurf und siegte mehrere Mal bei Südamerikameisterschaften und Südamerikaspielen und sicherte sich 2023 die Silbermedaille bei den Weltmeisterschaften in Budapest.

## Sportliche Laufbahn
Erste internationale Erfahrungen sammelte Flor Ruíz 2010 bei den U23-Südamerikameisterschaften in Medellín, bei denen sie mit einer Weite von 49,08 m den vierten Platz belegte. Im Jahr darauf nahm sie erstmals an den Südamerikameisterschaften in Buenos Aires teil und wurde dort mit 48,78 m Siebte. Anschließend gewann sie bei den Zentralamerika- und Karibikmeisterschaften in Mayagüez mit 54,02 m die Silbermedaille hinter der Dominikanerin Fresa Núñez. 2012 siegte sie mit einem Wurf auf 58,21 m bei den Ibero-Amerikanischen-Meisterschaften in Barquisimeto und konnte dadurch an den Olympischen Spielen in London teilnehmen, bei denen sie aber mit 54,34 m in der Qualifikation ausschied. Im Jahr darauf siegte sie bei den Südamerikameisterschaften in Cartagena mit einer Wite von 60,23 m und schied bei den Weltmeisterschaften in Moskau mit 57,47 m in der Qualifikation aus. Daraufhin gewann sie bei den Juegos Bolivarianos in Trujillo mit 58,18 m die Goldmedaille. 2014 nahm sie erstmals an den Südamerikaspielen in Santiago de Chile teil und gewann dort mit 60,59 m die Goldmedaille, ehe sie sich bei den Ibero-Amerikanischen Meisterschaften in São Paulo mit 57,31 m den beiden Brasilianerinnen Jucilene de Lima und Laila Ferrer de Silva geschlagen geben musste. Anschließend siegte sie bei den Zentralamerika- und Karibikspielen in Xalapa mit neuem Südamerikarekord von 63,80 m.
2015 gewann sie bei den Südamerikameisterschaften in Lima mit 59,86 m die Silbermedaille hinter der Brasilianerin de Lima. Bei den Panamerikanischen Spielen in Toronto wurde sie mit einer Weite von 58,08 m Fünfte und erhielt damit einen Startplatz für die Weltmeisterschaften in Peking, bei denen sie aber mit 57,25 m erneut in der Qualifikation ausschied. Im Jahr darauf siegte sie bei den Ibero-Amerikanischen Meisterschaften in Rio de Janeiro mit 62,15 m und gelangte anschließend bei den Olympischen Spielen ebendort bis in das Finale, in dem sie mit 61,54 m auf den neunten Platz gelangte. 2017 siegte sie ein weiteres Mal bei den Südamerikameisterschaften in Luque, bei denen sie den Speer auf 61,91 m schleuderte. Damit erhielt sie ein Freilos für die Weltmeisterschaften in London, bei denen sie aber mit 57,94 m in der Qualifikation ausschied. Anschließend siegte sie mit 62,48 m erneut bei den Juegos Bolivarianos in Santa Marta. Zwei Jahre später musste sie sich bei den Südamerikameisterschaften in Lima mit 56,07 m mit der Bronzemedaille hinter der Brasilianerin de Silva und ihrer Landsfrau María Lucelly Murillo begnügen, gelangte daraufhin aber bei den Panamerikanischen Spielen ebendort mit einem Wurf auf 56,90 m auf den sechsten Platz. 2021 wurde sie bei den Südamerikameisterschaften in Guayaquil mit 54,10 m Fünfte. Im Jahr darauf sicherte sie sich bei den Ibero-Amerikanischen Meisterschaften in La Nucia mit 60,52 m die Silbermedaille hinter der Ecuadorianerin Juleisy Ángulo und siegte kurz darauf beim Meeting Jaen Paraiso Interior mit 61,00 m. Im Oktober nahm sie erneut an den Südamerikaspielen in Asunción teil und siegte dort mit einem Wurf auf 62,97 m.
2023 siegte sie mit 60,52 m bei den Zentralamerika- und Karibikspielen in San Salvador und anschließend gewann sie auch bei den Südamerikameisterschaften in São Paulo mit 61,82 m die Goldmedaille. Daraufhin startete sie bei den Weltmeisterschaften in Budapest und gewann dort überraschend mit neuem Südamerikarekord von 65,47 m im Finale die Silbermedaille hinter der Japanerin Haruka Kitaguchi. Im November siegte sie mit 63,10 m bei den Panamerikanischen Spielen in Santiago de Chile. Im Jahr darauf wurde sie bei der Diamond League Shanghai mit 60,70 m Dritte und kurz darauf siegte sie bei den Ibero-Amerikanischen Meisterschaften in Cuiabá mit neuem Südamerikarekord von 66,70 m. Im August gelangte sie bei den Olympischen Sommerspielen in Paris mit 63,00 m im Finale auf den fünften Platz.
In den Jahren 2011, 2013 und 2014 sowie 2016 und 2017 und 2022 wurde Ruíz kolumbianische Meisterin im Speerwurf.